# شون باتريك أومالي
شون باتريك أومالي (بالإنجليزية: Seán Patrick O'Malley)‏ (و. 1944  م) هو أستاذ جامعي، وكاهن كاثوليكي أمريكي، ولد في ليكوود، أوهايو.

## مناصب
تولى منصب رئيس الاساقفة
- أسقف
- الكاردينال.

## التعليم
تعلم في الجامعة الكاثوليكية الأمريكية.

## روابط خارجية
- شون باتريك أومالي على موقع مونزينجر (الألمانية)
- شون باتريك أومالي على موقع إن إن دي بي (الإنجليزية)